# フジTV警察24時
「フジTV 警察密着!24時 逮捕の瞬間100連発」（フジテレビけいさつみっちゃくにじゅうよじたいほのしゅんかんひゃくれんぱつ 略称:フジTV警察24時）は、フジテレビ製作のバラエティ番組『めちゃ²イケてるッ!』のコーナーで、『警察24時』のパロディ。

## 概要
岡村巡査部長とその仲間達（加藤巡査、濱口巡査、矢部巡査ら）がお台場の平和を守る為、フジテレビ（FCGビル）内もしくは周辺で発生する犯罪を日夜（おもに年末）検挙し続けるシリーズ。
全員警察の制服と警察帽を着用。岡村・濱口・加藤は、つながり眉毛に頬紅、隈、赤鼻、鼻毛（更に岡村には、おでこに皺）などといったメイクを施している（これは本官さんや両津勘吉、加藤茶の警察官を模している）。矢部巡査以外の3人は熱血漢で任務を遂行する事に命懸けである。しかし、濱口巡査は熱血漢な上にバカである。すぐ現場に駆けつけるため、常に走って行動している。時にはフジテレビ社内にも関わらず自転車で移動する。時折何故か中嶋優一も一緒に走ったり自転車に乗るが、仕事熱心な3人が急ぐがあまりに邪魔になり誰かに必ず突き飛ばされる。
2008年（pM8で忙しかった2000年除く）まで年末放送。2001年からは「昼の部」を12月に、「夜の部」を翌年1月に分けて放送されている（昼の部ではフジテレビ地下駐車場で検挙が行われ、2002年から巡回の途中にフジテレビのスタッフが登場）。2009年度から2011年度版は放送されなかったが、詳細は不明。2012年12月で4年振りに復活した。
毎回、岡村巡査部長から、その年の流行に因んだスローガンが発表され捜査開始となる。本庁からの応援ゲストとしてその年ブレイクしたお笑い芸人が出演するのも恒例となった。
設定上、矢部巡査は3人の巡査（岡村、加藤、濱口）の看守役であり、上記期間のみ命知らずの捜査ができる事になっている（片岡飛鳥曰く「放送中止になりかねない危険な企画」）。

### 苦情
1999年12月11日放送回でフジTV警察の一行がフジテレビの控え室にて一般出演者の所持品の中から喘息の薬を発見し、これを違法薬物に見立てて没収し逮捕するというコントの一場面を放映したところ、喘息に悩む子供を持つ親や呼吸器を専門にしている医師などから「子供達が人気番組の真似をして薬を没収している間に喘息の発作が起きたらどうするんだ？」といった苦情が局に寄せられ、その年の12月25日放送回（2時間半スペシャル）の冒頭でフジテレビの佐野瑞樹アナウンサーが謝罪した。

## エピソード
きくち伸プロデューサーを逮捕（1997年〜1999年、2001年、2002年）したり、2003年にはアニメになりフジテレビ系アニメ『こちら葛飾区亀有公園前派出所』の両津勘吉（声の出演・ラサール石井）と追いかけっこを繰り広げ、三宅恵介（『オレたちひょうきん族』元ディレクター）が村上ショージを見直し『登龍門F』（2004年5月4日深夜に生放送）で使うきっかけとなった。
ひょうきん族関連では、ビビンバ荻野こと荻野繁が、管理職なのに盾と矛を持たされたあげく、丼を差し出されて「ビビンバ!」と答えた（テロップでは、「自供」）ことから、時効寸前の不法滞在で逮捕されている。
大物ヤクザ（ダウンタウン・浜田雅功）逮捕の回（2001年）では、巡査部長が極度に緊張していた（罪名は暴対法違反容疑）。しかし、濱口巡査は他の3人に比べあまり緊張はしていない。緊張しなさ過ぎて失礼な発言をするため、3人のキモを冷やす結果となる（濱口巡査以外の3人は大物ヤクザの所属する事務所となんらかの関係がある模様）。
笑福亭鶴光の猥褻言語陳列罪（1997年）、城島茂（組織のボス）のニャンニャン斡旋容疑（1998年）のように、実在しない罪名をかけられる場合もある。
港浩一部長（現・フジテレビ代表取締役社長）については、2003年には歩きタバコ禁止条例違反で厳重注意、2004年にはカツ丼違反容疑で逮捕されている。
フジテレビ社員については、新田恵利の夫が「おニャン子泥棒」で逮捕され、茂森あゆみの彼氏（後の夫）であるめちゃイケの近藤真広ディレクターも「ダンゴ泥棒」の罪に問われたが、身内の犯罪ということで、加藤巡査のもみ消しにあった（近藤ディレクターについては、後にはなわによって、「ダンゴのダンナもフジ、めちゃイケやってる」と歌われる）。後には、実際に事件の被害にあった人がネタにされる事が増えた。逆に、後述の堀江貴文の他、織田無道を本物の警察に先駆けて逮捕した例もあった（織田無道の件は、2002年末の放送でネタにしていた）。
※その他、2004年まで毎年スタッフルーム等で熟睡（仮眠）中のスタッフを保護している。初期常連は、巣鴨のAD鈴木さん、『笑っていいとも!』の金子傑ディレクター、『SMAP×SMAP』等の女性AD熊澤さん（現ディレクターの熊澤美麗）、『トリビアの泉』の中附智貴ADら。なお、役職等は当時のもの。

### 2001年
昼の部（2001年12月29日放送(スペシャル)）
- 川合俊一を建築法違反の容疑で逮捕（『こたえてちょーだい!』生放送後）。向かって左上からライトを当てたところ、川合の背が高すぎて向かって右側にいる菊間千乃アナウンサーにライトが全く当たらなかった。日照権侵害。
- 織田無道をスピード違反（道路交通法違反）の容疑で逮捕（フジテレビ地下駐車場にて）。ちなみに翌年、織田は実際に別の容疑で警察に逮捕された。
- 中山裕介（ユースケ・サンタマリア）巡査が、ドラマ収録のため中抜けした加藤巡査の代役として登場。フジテレビに来た一般人に職務質問、意味なく逮捕。
- ネプチューンの名倉潤を不法入国の容疑で逮捕。ミャンマー国籍のナクランチュとして不法入国者ファイルに登録されていた。
- 小池栄子（かくし芸の稽古中）を逮捕。スイカ泥棒の容疑。胸に大玉スイカ2個を隠している疑い。小池は「おっぱいです」と容疑を否認していた。
- コロッケに職務質問。ものまねを次々と披露しタレントであることを証明するが、素人ものまね名人だと思い込む岡村巡査部長。
- 浜田雅功を大物ヤクザだと思い込み検挙しようとする濱口巡査（松竹芸能）。岡村・矢部・加藤（吉本興業）は否定。8年前の「お年玉スペシャル 笑う正月!ハッスルかましてよかですか!?」（1994年1月1日、ダウンタウン司会）で失敗した岡村。それ以来浜田と共演していなかった岡村が、怖がりながらも浜田に尋問。火が点いたタバコを投げつけられたりしながらも、暴対法違反で無事逮捕成立。
- フジTV警察を大増員。めちゃイケメンバー全員がフジTV警察になり、加藤以外の全員が揃った。矢部以外全員つながり眉毛になり、俳優である武田真治や女優の雛形も、岡村巡査部長と同じようなメイクに。山本圭壱には、こそ泥のような丸太いヒゲが足されていた。雛形に至っては前歯1本が黒く塗られ、変なおじさんのようなホクロ毛メイクも。
- ドラマ『人にやさしく』収録スタジオに、大増員したフジTV警察が突入。香取慎吾、松岡充に職務質問。そこでドラマの出演者である加藤を発見した岡村は激怒。お笑い芸人なのにドラマの現場に不法侵入していた疑いで加藤を逮捕。

夜の部（2002年1月19日放送）
- 筧利夫・藤谷美和子、観月ありさ・神田うの、村上ショージ、中野英雄、きくち伸らを逮捕。

### 2002年
昼の部（2002年12月7日放送）
- 蛍原徹（雨上がり決死隊）を麻薬取締法違反の容疑で逮捕。頭部に大型マジックマッシュルーム所持の疑い。
- 榊原郁恵が飲食店違法営業の疑いで『郁恵・井森のデリ×デリキッチン!』収録合間に尋問される。だが、往年のアイドルであることを歌で証明、釈放される。
  - 井森美幸も同じく尋問される。しかし3曲持ち歌を歌っても元アイドルだと証明できず、偽証罪で逮捕される。
- 中尾彬を自殺未遂の非行事実で補導、病院へ搬送。ねじねじのマフラーを首吊り用のロープだと勘違いしたフジTV警察。
- テツandトモ巡査が本庁からの助っ人として登場。この年ブレイクした三瓶とコラボ。特に容疑は無いが連行。
- 杉田成道を不審人物として取調べ。しかし『北の国から』の監督だと分かる。話が盛り上がるが、キタキツネ盗撮の容疑で逮捕。
- 堺正章を97年に引き続き、隠蔽工作（かくし芸）の容疑で取調べ。だが、誤魔化されてしまい逮捕ならず。
- 岸部四郎（西遊記の沙悟浄）をカッパだと勘違いし捕獲しようとキュウリと千円札で誘き寄せるが、どちらも奪取されてしまい失敗。
- カガリD（明松功、後のカガリP）に、異臭騒ぎの件で聞き込み（寝起きドッキリ）。臭いの元は、カガリDの靴だった。

夜の部（2002年12月14日放送）
- 千代田区で歩きタバコ禁止条例が施行されたことに因み、フジテレビ前でも施行。収録の合間に矢部巡査が不覚にもタバコを吸ってしまい、加藤に揉み消される（顔面に蹴り一発）。
- 中川家に聞き込み調査。ものまねネタを披露する弟・礼二だが、乗り気でない兄・剛。
- 峰竜太（「数取団」のコーナーに出演）及び数取団を検挙。（実際に検挙したシーンは無い）
- 矢沢永作、リトル清原、プチ・ブルース、ミニミニ長渕、ゆうたろうを本物の矢沢永吉や石原裕次郎らだと思い込み、そっくりさんなのに警護。
- きくち伸をストーカー法違反で逮捕。元Folder5のAKINAが告発。『ロンドンハーツ』の「The Bl@ck Mail」のパロディで誘き寄せた。
- 港浩一をデスクタバコ禁止条例（歩きタバコ禁止条例のパロディ）で検挙。罰金2千円。こっそりデスクなどに「デスク禁煙地区」のステッカーが貼られていた。

### 2003年
昼の部（2003年12月13日放送）
- KABA.ちゃんを地下駐車場にて逮捕。男性なのに白線の上を女歩き、野球等のフォームも女々しいため、相当酔っていると見たフジTV警察。矢部巡査に抱きつくなどしたため、飲酒及び公務執行妨害の容疑。
- 『おそく起きた昼は…』の収録現場で、松居直美、森尾由美、磯野貴理子に盗難騒ぎの件で聞き込み。人の話を全部自分のものにしてしまう磯野(当時新婚)を話泥棒の容疑で逮捕。マネージャーである旦那（当時）と共に牢屋台車に。松居・森尾からの通報だった模様。
- はなわ巡査が本庁からの助っ人として登場。フジテレビ社内等に関するトリビア等を歌にして局内一斉パトロール。軽部真一（局内唯一の蝶ネクタイ）、デーブ・スペクター（社員じゃないのに社員食堂で朝食）がネタにされた。また、社員である宇津井健の息子（公表しまくり）、ムッシュかまやつの息子TAROかまやつ、銭形平次(大川橋蔵)の息子、中曽根康弘元首相の孫、茂森あゆみの夫の近藤真広（Kディレクター）もネタにされた。最後の近藤は、1999年に「ダンゴ泥棒（だんごのお姉さんと交際中）」疑惑でフジTV警察の揉み消しに遭い、2度目のドッキリとなった。
- 石原良純の額に、害虫である毛虫2匹（眉毛）が付いているため検疫。うわごとのように保護者は石原慎太郎だと言い張るので病院へ搬送。
- 『こちら葛飾区亀有公園前派出所』とのコラボ。アテレコルームに入った途端アニメ化されたフジTV警察。目の前に立っていた亀有公園前派出所の中でプラモを作っていた両津勘吉を眉毛が繋がっているという理由で逮捕しようとするが、様々な物を駆使し逃げる両津。最後に両津が反転させたロケットがフジTV警察の乗ったロケットにぶつかりその爆発で吹っ飛んだフジTV警察のせいでフジテレビ社屋の球体が崩れ落ち、更に吹っ飛んだフジTV警察が海に投げ出された後に実写に戻った。実写に戻った直後、実際に真冬の海に潜る4人。逮捕ならず[1]。なお、アニメの中では『劇場版』や通常のアニメの映像も使われていた。両津は去り際に当時のこち亀の新作映画『こちら葛飾区亀有公園前派出所 THE MOVIE2 UFO襲来! トルネード大作戦!!』のお知らせをした。
- 三宅恵介（『オレたちひょうきん族』のディレクター）を逮捕。ひょうきん族DVDの出演者欄に村上ショージ（元ひょうきんレギュラー）の名が無く、存在も隠されていた。隠蔽罪。ショージ本人がギャグを交え訴えた。

夜の部（2004年1月24日放送）
- 貨幣を使うマジックを披露したマギー審司を通貨偽造で逮捕。
- 度々窃盗の被害に遭った桑野信義に防犯指導。
- 最後にフジテレビの港浩一編成局長(当時。2022年現在はフジテレビ社長)がカツ丼を隠し持っていた罪で麻薬及び向精神薬取締法違反で逮捕。編成局長は「やりやがったなー!、俺が出張に行ってる時に」と言い放ったがお馴染みの護送車で運ばれた。
- 移動の最中に岡女体育祭で飯田圭織の父役だったベルナール・アッカが登場した。

他

### 2004年
昼の部（2004年12月4日放送）
- 最初はスタッフの編集室で職務質問や倒れている人がいないかパトロールしていたが、前年（2003年）昼の部で出会った女性スタッフにまた会い、職務質問しようとするも逃走、取り押さえて逮捕（罪名・公務執行妨害）。しかし、この模様をテレビで見た視聴者から抗議を受ける。理由は「いじめにつながるから」というもの。2005年以降、フジTV警察24時の昼の部でスタッフの編集室のパトロールはしなくなった。
- 村﨑太郎・次郎の3代目次郎（ニホンザル）が警官として出演。後に『CHIMPAN NEWS CHANNEL』のADポール役として番組内で大ブレイクするニホンザルも犯人役として登場した（3代目次郎は番組最後に加藤巡査のいつもの口癖「ああっ」のモノマネをした）。
- 井ノ原快彦がジャニーズとしては異様に目が細いとして不当表示で逮捕。
- 梨花の目の下にいるクマ2頭を捕獲（梨花ごと）。
- ふじいあきらがマジックでフジテレビ内のコンビニのレジにあるライターを消したので、万引きの現行犯で逮捕される。[2]波田陽区巡査が助っ人として登場。“100連発”と歌っておきながら1度も100回逮捕していないフジTV警察が斬られる。局内一斉パトロールでスタッフの荒井昭博、宮道治朗、小須田和彦、栗原美和子を斬る。更に手品好きの牧原俊幸アナウンサーがマジックブームに乗れていないという理由で、大多亮がSMAPと同じ美容院に行っているという理由で斬られる。吉田正樹は波田の所属事務所であるワタナベエンターテインメントの社長・渡辺ミキの旦那なので斬れず、港浩一を斬る。波田は最後に「切腹」の他にピストルで「自殺」というのも披露。
- 勝俣州和と共に萩本欽一を尋問。岡村が萩本にかなり気に入られ即興コントを演じた。濱口もそれなりにウケたが、加藤のギャグはあまり気に入らなかった模様。萩本への容疑は芸人虐待の罪だったが無罪に。被害届を出したとされる勝俣を偽証罪で逮捕。
- 10月19日放送「め茶女抜き打ち中間テストSP」でリアクション増強剤使用（ドーピング）していた疑惑が持ち上がった松野明美を、スポーツ特番の収録と偽って熊本からフジテレビに呼び出すドッキリ。

夜の部（2005年1月29日放送）
- 杉本彩・モト冬樹・阿藤快・MEGUMI・井上謙二（レスリング五輪メダリスト）らを検挙。
- 村上光一・代表取締役社長（当時）が誘拐されたと勘違いし、社長室にいた村上を風貌から運転手と決め付けて、社長を前にしてぶっちゃけトークを連発した（岡村は『とぶくすり』が半年で終了した恨み節、濱口はテレビ朝日から感謝状を贈られたこと、加藤は自分がTBSっ子だと言い出すなど）。運転手が社長であると分かると3人は媚を売り、結局社長から感謝状が贈られた。なお、岡村は自身の話の最中興奮してしまい、村上に「ねぇ!社長!!」と叫んでしまうミスを犯している。

### 2005年
昼の部（2005年12月3日放送）
- 犯罪が多くて逮捕出来るか分からないとフジテレビ系ドラマ『電車男』に登場する架空掲示板「Aちゃんねる」に岡村巡査部長らが書き込み、援軍として「Aちゃんねる」のネットの住民らがお台場に登場した。
- アンガールズ・田中卓志が道路交通法違反（荷物（田中自身）の高さが基準値をオーバーしたというもの）で逮捕。尋問時にはバイクのヘルメットを破壊された。
- 千秋が公務執行妨害（王冠が金属探知機に反応するため外すよう要求したが怒って実力行使）で逮捕。
- 石田純一が靴下を盗まれた（というより元々靴下をはかない）被害者として事情聴取を受けたが、放送日から一週間後に本当に自宅に泥棒に入られるという被害を受けた。
- 更にはフジテレビ系ドラマ『大奥』（京都府京都市の東映太秦映画村撮影所）にまで手を伸ばし、お伝（小池栄子）、安子（内山理名）、信子（藤原紀香）の三人に「上様に、イカれちゃったの?」と問いつめたあげく、徳川綱吉（谷原章介）に散々暴力を振るった上に、「芸人憐れみの令」（生類憐れみの令のパロディ罪名で、沢山の女性に囲まれる上様が羨ましい、岡村を憐む意味が込められている）で逮捕している。ちなみに、保釈金の領収書の名前は「上様」である。

夜の部（2006年1月28日放送）
- 徳光和夫が巨人情報保護法違反（2006年度の読売巨人軍の情報を漏らした）で逮捕。
- 温水洋一が偽証罪（ピアノマンを装ったが、ピアノが弾けないと告白した為）で逮捕。
- ほっしゃん。がうどん取締法違反で厳重注意（この時、いつものうどんのネタを披露したが、失敗して「どっか行った」。再びうどんを出そうと奮闘して、鼻ではなく口から出すという"'奇跡'"を起こす）。
- 研ナオコが顔面リフォーム詐欺（顔面基礎工事の強度偽装にも遭っていることが発覚）にあった為、保護されている。

#### お蔵入り
2005年夜の部で放送予定だった堀江貴文ライブドア社長（番組収録当時）の逮捕の模様(昼の部のオープニングでは一瞬写っていた)が、ライブドア事件の影響で当該シーンは全て放送内容からカットされた。代替として急遽「STAMP8」・「どぜうモン人生相談室」・「山奥〜豚の乱〜」の各コーナーを放送し、ライブドア本社の所在地である六本木ヒルズ森タワーに向かい、展望室「東京シティービュー」から監視を行うだけというオチでエンディングとなった。番組エンディングで岡村が「年末のスペシャルで（詳細を）全部言うよ」と発言したが、2006年12月9日放送分の冒頭で「東京地検特捜部に先に（堀江を）逮捕した」事を強調した上で放送する様に検討したが、結局お蔵入りとなった事が岡村から発表された。
- 岡村のコメントやよゐこの『アッコにおまかせ!』での証言、および「週刊新潮」の報道等によれば、堀江と当時ライブドア広報だった乙部綾子が出演し、フジTV警察が乙部ばかりに注目する一方で堀江をライブドアのバイトと勘違いし缶コーヒーを買いに行かせるが、堀江がそのお釣りをごまかしたため、業務上横領罪で逮捕されるという内容であった。
  - 濱口は「あのシーンを放送していたら批判された」とコメントしている。
- 番組クレジットでは撮影協力として「六本木ヒルズ展望台」と表示されたが、正式には「六本木ヒルズ・東京シティービュー」である。

### 2006年
番外編（2006年3月11日放送）
「フジTV警察3.3 密着24分!!〜雛形の瞬間1連発〜」と題し、「雛形あきこ企画（ひなまつり）」内で放送された。普段出番が少ないという雛形が岡村巡査部長と同じメイクを施し、“雛形巡査部長”に。「ロス疑惑」ならぬ「エロス疑惑」（セクハラ容疑）で三浦和義を逮捕（2001年夜の部参照）。なお、これはロス市警に2年先駆けての逮捕である。
昼の部（2006年12月9日放送）
- スローガン発表の際、めちゃイケキグルミ隊によって、「こないだ、ひーとり減りました」・「テレビでめちゃ×2泣きました」と謳われ、加藤巡査がキレる。
- 『あいのり』の収録に来たウエンツ瑛士（三鷹生まれ）がめちゃイケ入館管理法違反（外国人の場合は、パスポートがないとフジテレビに入館出来ないというもの。無論、ウエンツはドイツ系アメリカ人とのハーフだが、日本国籍を所持しているのでこじ付けである）で逮捕。
- ほしのあきが耐震強度偽装で逮捕。住民（乳）が柱（ほしの自身の体）の強度に耐えられないから、住民が不安で眠れないという理由による。
- 新庄剛志が、駐車違反（1500万円のリムジンを入り口に横付けしていた）と愉快犯（トイレに抜け出した隙に、岡村も使用したこともある馬の被り物をかぶって逃走しようとした）で逮捕。
  - 自身の登録名「SHINJO」を漢字で何と書くかと聞かれた際に、SHINJOは新喜劇の新と品川庄司の庄と書くと説明していた。なお、『数取団』にまた出演したいと懇願していたが、終わってしまっていたので叶わず。その理由に気付くまで時間がかかり、気付いた時には加藤巡査を見つめていた。
- 逮捕劇の合間のコントでは、ニセ小泉純一郎（ダチョウ倶楽部の寺門ジモン、出演者クレジットには出ていない）が、器物損壊、窃盗未遂、中野美奈子アナへのセクハラで逮捕されている。
- フジテレビアナウンサーへの調書を取られたのは、登場順に、西山喜久恵、笠井信輔、佐々木恭子、阿部知代、本田朋子・松尾翠（放送当時新人アナウンサー）、佐野瑞樹、宮瀬茉祐子、山中秀樹（現在フリー）。特に、佐々木アナは独身になるまで早かったこと、阿部アナは年齢についていじられていたが、新人アナと佐野アナについてはいじられなかった。曲はめちゃイケキグルミ隊が歌った（キグルミのたらこ・たらこ・たらこの替え歌）。
  - なお、山中元アナについては当時フジテレビ退職直前と言うことで登場したが、後に鼻虫王者 ムシ寝起キングに登場した際、フジテレビ警察のときとは違い、フリーになったからギャラが出ると言われたが、因縁とも言えるキグルミ隊によって、当日のギャラが7000円であることを暴露された。また、事務所に仕事のオファーをしないでくださいとも再度歌われていた。
- 加藤は助っ人の桜塚やっくんを「ヤスシ」と呼んでいたが、本名は「ヤスオ」である。
- なお、この時加藤が次女の誕生を発表したが、命名直後であったため名前を間違えてしまいカットされた（後に「恋のかま騒ぎ」で証言）。

夜の部（2007年1月20日放送）
- 桜塚やっくん完全版（昼の部の未公開シーンを含む）
- 彦摩呂を素人と勘違いし、タレントと証明するため本業の料理コメントをフジテレビ警察の前で披露。が、料理のコメントの比喩を巡査部長達がそのままの意味で解釈しまったく噛み合わない。最後に「味のIT革命や?」で喉が詰まってしまい、偽証罪で逮捕。
- 杉崎美香を飲酒容疑で検問。酒の臭いを検査するためビニールパックに息を吹き込んでもらい、その息を巡査部長達が検証（要は吸いたいだけ）。結果、加藤巡査が犬のニオイを察知（本人は「飼っていない」と言っている）し保護。
- 米村でんじろうをテロリストと疑う。そのでんじろう先生に無理矢理実験を手伝わされ、アルミ箔の紙コップで電気ショック（2回。最後は耳・鼻などデリケートな部分まで）・空気砲・ブーメラン・エアバズーカ（空気砲の改良版）の実験で殉職の危機に追い込まれる（岡村曰く「ドSだよ?！」）。これらをテロ兵器と認識、テロ容疑及び公務執行妨害で射殺。
- 高橋ジョージを検挙。バラエティ番組に出すぎて歌手のイメージが薄れてきているとの事で、本人に『ロード』を歌ってもらうが、何故か巡査部長達は笑ってしまう。結果的に歌手としてのイメージが無くなっているためロード基準法違反容疑で逮捕。
- 松野明美が水上警察の一日署長の仕事でフジテレビに。しかしそれは、2004年度と同じくドッキリ。気づいた時には大声でわめき出したり（ナイスリアクション）、めちゃイケの仕事と知っていた夫に逆ギレしたりする始末。夫婦揃って制服偽装で逮捕。
- タレントクロークでIKKOを検挙。金属探知機で調べた所、本人の股間に金属探知機が爆発してしまうほどの反応が。直ちにボディチェックを開始するも、本人は極度に拒絶（女と自分で思っているため）。説得も通じず、公務執行妨害及び危険物取締法違反で逮捕。

### 2007年
特別編（2007年8月11日）
- 「フジTV警察真夏の密着24時歴代事件簿100連発!!」と題して総集編を放送。
- その内容の中には、ドラマ『大奥』での逮捕劇の未公開集があった。
- 歴代スローガンでは、「2007年、加藤巡査涙目?」だった。

昼の部（2007年12月8日放送）
- 陣内智則を駐車場で検挙。結果、車の故障（岡村巡査部長達・中嶋Pが壊した）が判明し整備不良で逮捕。検挙中、当時の妻・藤原紀香の事に関して、コント（本人のものを基にしたもの）混じりでいじられていた。
- ローソンフジテレビ店でギャル曽根（「中曽根さん?」とイジられる）を発見し、カップラーメンを食べさせることに。カップラーメンには待ち時間があるので、結局ギャル曽根は一口も食べられず（正確にはハメられた）、大食い未遂により逮捕。
- 逮捕劇の合間のコントでは、石景山遊楽園のドラえもんの偽者（着ぐるみ）が著作権法違反で逮捕される。ダメキャラでは無い事を証明するため、ダンス・ボクシング（シャドー）・ルービックキューブの早揃え、という特技を披露したが「関係無い」とそのまま連行された（ボクシングの時は加藤巡査に殴られて気絶し、ルービックキューブに至っては披露中に無理矢理連行された）。
- 助っ人東国原英夫を一日署長に任命し、宮崎のCM撮影。しかし、岡村巡査長が「おいしい熊本ラーメンのある熊本県のすぐ隣」や「日本シリーズにいけなかったジャイアンツのキャンプ地」とマイナス要素を入れ、結局東国原の顔かぶり物で落ち着いた。
- アジャ・コングをエリカ様と勘違い（本名：宍戸エリカ(江利花)）したが、警察への暴行により公務執行妨害で逮捕（暴行後、なぜか自分から檻の中に）。なおその後ハッスルのハッスル・ハウス、クリスマスSP2007でネタをやった。
- 岡村巡査長が「かねてから逮捕したかった」という大泉洋（TEAM NACS）を検問（理由は岡村曰く、本人の天然パーマをゴールデンに出してはいけないのに「（暴れん坊）ヘアー丸出し」しているから）。被害者の『暴れん坊ママ』に出演している上戸彩と、ドラマの出演の為「暴れん坊ヘアー（小）」になったという子役の澁谷武尊の証言により、強制わいせつ罪で逮捕。
- 湾岸スタジオ前でEXILEを警護。警護中、江頭2:50がラフ君人形から登場（5年振りの江頭2:50の一言物申す!）。EXILEに暴行・追走（挙句の果てには関係無いメイクさんまでも）するなど終始やりたい放題だったが「同じ匂いがする」加藤巡査に相撲対決でぶん投げられ、その後、満身創痍の江頭が自首したため逮捕。しかし連行せずに檻の中に閉じ込め、ほったらかしにしたまま岡村巡査部長達・EXILEはその場を後にした。

夜の部（2008年2月2日放送）
- 西川史子が「フランス料理店でのデートから大人の関係までいった」と男にモテるエピソードを証言するも、岡村巡査部長から『12年前に賞味期限が切れてる』と指摘され、逮捕。
- ドラマ『ガリレオ』の収録スタジオ入り口にて弓削志郎役の品川祐を検挙。品川はドラマのタイトルはガリレオ・ガリレイから来ていると説明するも、岡村巡査部長から『ガリガリ君でしょ?』と指摘され、さらに福山雅治と品川との違いを警察の科学的捜査によって解明された挙げ句『ヒマ』という理由で逮捕。（科学的捜査のシーンではドラマ『ガリレオ』のオープニングが登場。サブタイトルは『比較る』『もっと比較る』）
- 中嶋Pも加わった直後の捜査で、スタジオ内でポスターの撮影をしていたプリンセス・テンコーとフジTV警察とのイリュージョンのコラボが実現。フジTV警察の檻を使っての脱出イリュージョンを実行するも、プリンセス・テンコーは脱出できず史上初の脱獄未遂でそのまま逮捕。
- 伝説の極悪非道の演出家で大物ディレクター『伊藤輝夫』を検挙しようと捜査中に楽屋で会ったテリー伊藤にその人物の危ないエピソードを話したところ、テリー伊藤は興奮しそのエピソードと同じ行動に出た挙げ句、最後は警察にバズーカ砲をぶっ放して負傷させたため『新テリー特措法』[3]で逮捕。テリー伊藤は、興奮のあまり自分の局部にバズーカを誤射、「自爆テリー」を起こした。余談だが、「伊藤輝夫」はテリー伊藤の本名である。
- 食堂にて演歌歌手の藤あや子と遭遇。しかし以前のやべっち寿司で番組への苦手意識を露呈した彼女は絡んでくる警察に対し不機嫌な顔をして立ち去ろうとしたため史上初のジャンピング逮捕。
- 1階正面玄関ロビーにて座礁していた『マツコウクジラ』ことマツコ・デラックスを救出。
- AM3:00、フジTV警察史上最悪の幼児誘拐事件が発生。本庁よりSATが応援に入る中逮捕されたのは局に家族を連れてきていた「オッチャン」こと北村要Dだった。

### 2008年
昼の部（2008年12月6日放送）
- 今年のスローガンは「連発逮捕野郎」だが藤岡藤巻と大橋のぞみに似たグループ「フジ岡フジ巻と虹橋のぞみ」(フジテレビとレインボーブリッジを掛けている)が登場し、崖の上のポニョ の替え歌を岡村巡査部長と加藤・濱口巡査と一緒に歌った。
- 地下入口にて、DAIGO（警察側は「大五郎」と勘違い）を不法侵入（ロックポーズをしても、持ち歌を唄っても、祖父のことを話してもゲートを通過できなかったため）で逮捕。
- タクシーで来たはるな愛（本名：大西賢示）を無チン乗車の疑いで事情聴取。挙句、Yeah! めっちゃホリディを無チンバージョン（途中でチンポジを直す）を披露し、下品ということで逮捕。
- 『20世紀少年』の「ともだち」風の覆面をした（「ともだち」マークに変わりフジサンケイグループの目玉マーク）謎の人物（正体は三瓶）を逮捕。
- 『特命係長 只野仁 最後の劇場版』の宣伝に来た高橋克典を器物損壊及び傷害致死（アクションを披露したが大道具を破壊した上、悪役の親玉を演じた河原さぶを蹴り倒したため）で逮捕。
  - 高橋の逮捕前に岡村巡査部長が吹き替えなしで大立ち回りを披露した。
- 劇団四季のミュージカル『ライオン・キング』に飛び入りで参加し、スカー殺害容疑でシンバを誤認逮捕。シンバは連行される檻の中でも「ハクナ・マタタ」を歌い続けていた。
- 移動の最中、紗理奈が結婚を報告したが岡村巡査部長、加藤巡査、濱口巡査はスルー。矢部巡査からは「間が悪い」と言われる有様だった。

夜の部（2009年1月31日放送）
- 出番の終わった皆藤愛子を聴取。答えがいちいちカワイイということで、公然カワイイ罪で逮捕。
- 麒麟・田村裕を、三億円事件の容疑者として逮捕。
- メンズと団欒していた叶姉妹を谷間取締法違反（胸の谷間の不法所持）で逮捕。連行された檻はスワロフスキー仕様だった。なお、メンズも「谷間を吸引していた」ということで同行した、ちなみに叶美香は意味がわかっていなかった。
- 昼の部に引き続き、『20世紀少年』の「ともだち」風の覆面をした謎の人物達（正体はテツandトモ、村上ショージ）をそれぞれ逮捕。
- 2008年に24回もドッキリにはめられたバナナマン日村勇紀を、ドッキリ独占禁止法の容疑でおとり捜査。突然熱湯コマーシャルでドッキリを連続で仕掛け（回数は26回に）、相方設楽統の協力により逮捕。（手錠をかけた状態で日村を熱湯風呂に入らせた為、苦情が殺到した。）
- 食堂でほんこんを発見。新型ウイルス、ほんこんインフルエンザ（香港かぜのパロディ）として消毒・真空・隔離処理された。（スプレーで充満された状態でほんこんの顔を密封したため、こちらも苦情が殺到した。）
- 『あっぱれ!!さんま新教授』の収録を終えて帰宅しようとしていた星野真里と遭遇。警察と目を合わせるなり立ち去ろうとしたため引き止め職務質問をするが、あがってしまい会話にならず、業務上やる気ゼロ罪で逮捕。
- 深夜の休憩中、昼の部に引き続き紗理奈が結婚を報告したがまたもやスルー。矢部巡査からは「みんなお前に興味ないんちゃう？」と言われてしまった。
- 六本木ヒルズ内の一室で編集作業中の、なぜか下着1枚で作業をしていたハキョクグマことカガリDを保護（冬の夜中に下着1枚のカガリDを外へ連行した事でこちらも苦情が殺到した。）。

上記のバナナマン、日村、カガリDの苦情については、2010年2月に放送した岡村涙の苦情ゼロSPにて岡村が実際に検証させられた。
しかし、CSの再放送では苦情が来た3つのシーンはカットされずに放送されていた。

### 2012年
上記の通り、2009年〜2011年には放送が無かったが、4年ぶりにフジTV警察24時が復活。
昼の部（2012年12月8日放送）
- スローガンはあたりまえ逮捕。
- 地下駐車場にて、『アウト×デラックス』の収録に来た栗原類をしゃべり方から乱用者と誤解し、脱法ハーフ容疑で逮捕。逮捕前に隙を見て栗原が逃走するも、あまりにも本気で逃げてしまったため本物の警備員が駆けつけるハプニングが起こる[4]。
- 哀川翔を声が高いということで、供給が少なくなって貴重となったヘリウムガス窃盗罪で逮捕。
- 助っ人としてスギちゃんが登場するが、怪我からまだ回復していないのではないかと警察側から気遣われ、ほとんど活躍しないままCOWCOWと交代した。
- 『料理の鉄人』の著作権侵害をしているとして『アイアンシェフ』の収録現場裏に潜入。本番直前にも関わらず黒木純に腕前証明のため料理を作らせ認めるも、実況担当の佐野アナを「軽すぎ（ポップすぎる）」として逮捕。また、夜の部では「本気の昼食」として白子の味噌汁とわらびもちもいただいていたことが発覚（道場六三郎も登場）
- 特別合同捜査会議（麻薬密売事件、ひき逃げ事件）に本庁からローラ管理官が出席するが、どちらの会議もローラ管理官の閉会の訓示があまりに頓珍漢というオチがつく。
- 収録開始直前の『TOKIOカケル』の現場に入り好き放題したためTOKIOに迷惑がられる。濱口の提案で相撲3番勝負をすることになり、双方1勝1敗となった3戦目でめちゃイケからカガリP（神戸大学アメフト部出身）が、『TOKIOカケル』からディレクターの大江（早稲田大学ラグビー部出身）が対戦。大江Dが辛勝しTOKIOの勝ちとなるが、この勝負でカガリPが脚を痛めたと申告したため、TOKIOが傷害罪で逮捕。
- 『コンちゃんテンちゃん』で企画された三中食堂の宣伝をする三中に不良グループが暴行を加えるも、警察は三中への口頭注意だけでスルーしていた。

夜の部（2013年2月2日放送）
- 超常現象を使って犯罪を行っているとしてDaiGoと接触（警察側は「大五郎」と勘違いしており、「ダイゴ」という名前を聞くと間違えるようである）。目を閉じた状態で選んだボールの色を当てるメンタリズムを行い、ボールの色は百発百中で当てるも、負けず嫌いの警察側が「明日の夜何を食べるか?」やなぞなぞを出して意地でも勝とうとした（なぞなぞは当てられてしまった）。結局不正遠隔操作の疑いで逮捕。
- 露出美女軍団が入局するということで入口で待ち構えるとモデルガールズが登場。しかし、同時に通りかかった近藤春菜（ハリセンボン）もモデルガールズに紛れてポージングを行いイジってもらおうとするが、警察は近藤もモデルガールズの一員だと勘違いし全くイジらなかったことに近藤が激怒。文句を言うも、着ていた服のロゴから「ジェペップさん」「リッチおばさん」と呼ばれてしまった。結局嫌疑不十分で釈放。
- 政府要人や海外スターなどしか使えない特別応接室を秋山竜次（ロバート）が使用していることが発覚。が、体ものまねを使って大御所になりきり警察を騙す。さらには矢部も内田裕也やプーチンに扮した。結果、「大御所二十面相」として逮捕。
- フジテレビの駐車場内でロケバスを待つLiLiCoを「駐車場で凍えている不法占拠者」と勘違い。本来なら強制退去の所を憐れんだ警察が黙認し、段ボールやビニールシートで寒さ対策を施したり、暖かいそばを与えた。
- クローク内で不審人物がいるとのことで急行し不審人物を確保するとバイきんぐの小峠であったことが発覚。小峠の悪人顔を和らげようとカツラをつけさせ、最後にはマジックで頭に直塗りしたヘアスタイルを披露。善人と認められたため釈放。なお、通常時の小峠を紹介するために徳島・淡路父子放火殺人事件の指名手配写真のパロディが用いられた。
- 昼の部に入りきらなかった事件映像。『ノンストップ!』放送終了後のスタジオに突入し設楽統（バナナマン）を「芸人キャスターの先駆けである加藤が『スッキリ!!』で行っている赤ペンを持ちながら進行するスタイル」を無断で模倣していた容疑で事情聴取。実際に使われているかどうかを調べるべく設楽・加藤双方の台本チェック（加藤の分は日本テレビから取り寄せた）を実施。結果、設楽司会者は、違法コピーしていたことが発覚したため、視聴者に謝罪。しかし、その謝罪の仕方が、加藤の『スッキリ!!』での謝罪を真似たものであった為、キレた加藤巡査に対する名誉毀損罪で逮捕。
- 捜査会議中に菊地亜美（アイドリング!!!）が登場。2年前の「AKB48以外だらけの大運動会」にてブレイクしたことから、さらに爪あとを残そうと警察に逮捕してもらうよう迫るが、警察の嫌いな押しの強い女性ということもあり「まだ逮捕するレベルではない!」と冷たくあしらわれ、警察が逃走すると菊地に追いかけられる羽目に。最後は加藤の鉄拳制裁を加えられるもそれでも諦めることはなかった。

## 本庁から送られてきた助っ人ゲスト
- 柳沢慎吾（1997年、1998年、ベテラン警部補）
- 筧利夫（1999年・『踊る大捜査線』の新城として）
- 藤井隆（1999年・オカマ警官）
- ユースケ・サンタマリア（2001年、本名の中山巡査として登場）
- テツandトモ（2002年）
- はなわ（2003年）
- 波田陽区（2004年）
- レイザーラモンHG（2005年・TBS赤坂署から）

我修院達也が歌うBGMが流れた後、当時放送されていた裏番組である『爆笑問題のバク天!』（TBS系）のセットが美術部の手によってフジテレビ内に立てられた（ただし、バク天!の収録がTBS、フジテレビ（2007年退去）両社のスタジオがある世田谷区砧の東京メディアシティで行われているため、TBS側の了解を取ってTMC内のTBS砧スタジオ倉庫からセットを借りて、同TMC内のフジテレビ砧スタジオ（両スタジオは構造的にもほぼ同じ）に建て上げて収録した可能性がある）
- 桜塚やっくん（2006年、関東スケバン連合より、スケバン恐子。ただし、加藤巡査に「がっかりだよ!」を連発し、シメられたあげく捨て台詞を吐いて逃走したため捜査に参加できず）
- たむらけんじ（2006年、獅子舞刑事）
- 東国原英夫（2007年、一日所長として登場）宮崎県警察本部の最高指揮者として
- ジャリズム（2008年。世界のナベアツは「3の倍数」のネタを振られるが、ことごとくネタ披露を妨害される。最終的に仕事のし過ぎという理由で保護され捜査に参加できず。代わりに相方山下しげのりも登場するが、扱いはナベアツ以上にひどかった。）
- オスマン・サンコン（2008年。世界のナベアツがなかなかギャグを披露してくれなかったので、代理として登場。捜査には参加していない。）
- スギちゃん・COWCOW（2012年）スギちゃんの骨折で保護をされスギちゃんの代理としてCOWCOWが登場する。
- ローラ（2012年、本庁組織犯罪対策部の管理官）

## スローガン
2001年
- 逮捕な〜のだ〜（『天才バカボン』の本官風）
- 逮捕ですかーッ!?（アントニオ猪木風）

※2001年まで特にスローガンは意識されていなかったが、2002年から力を入れるようになった模様。
2002年
- どうする?逮捕する!?（当時人気だったアイフルのCMより）

2003年
- よーく考えよう 逮捕はだいじだよ（当時人気だったアフラックのCMより）

2004年
- 逮捕させてください（当時話題の映画『世界の中心で、愛をさけぶ』の台詞より）

2005年
- 逮捕キター（当時フジテレビで放送されていたドラマ『電車男』より）

2006年
- たっぷり逮捕（当時の話題曲「たらこ・たらこ・たらこ」の歌詞より引用）

2007年
- 逮捕? 別に…（当時の話題をよんだ沢尻エリカの発言より引用）

2008年
- 連発逮捕野郎（当時の話題をよんだ泰葉の発言のパロディ）

2012年
- あたりまえ逮捕（当時の話題をよんだCOWCOWのネタのパロディ）